# 巴奇德贝阿恩
巴奇德贝阿恩（法語：Baigts-de-Béarn，法語發音：[batʃ də beaʁn]）是法国大西洋比利牛斯省的一个市镇，位于该省北部偏西，属于波城区。

## 地名
由于语源的关系，该地名的拼读方式不（完全）符合法语正字法，其发音为[batʃ də beaʁn]，《世界地名翻译大辞典》与《世界地名译名词典》将其误译作“拜格德贝阿恩”。

## 地理
巴奇德贝阿恩（43°30'43"N, 0°50'19"W）面积13.53 平方千米，位于法国新阿基坦大区大西洋比利牛斯省，该省份为法国东南部省份，涵盖了贝阿恩与北巴斯克，西临大西洋比斯開灣，北至朗德省，东北接热尔省，东临上比利牛斯省，南与西班牙接壤。
与巴奇德贝阿恩接壤的市镇（或旧市镇、城区）包括：拉穆、奥萨日、贝朗克斯、奥尔泰兹、圣博埃斯、贝阿恩地区圣日龙、萨勒蒙日斯卡尔。
巴奇德贝阿恩的时区为UTC+01:00、UTC+02:00（夏令时）。

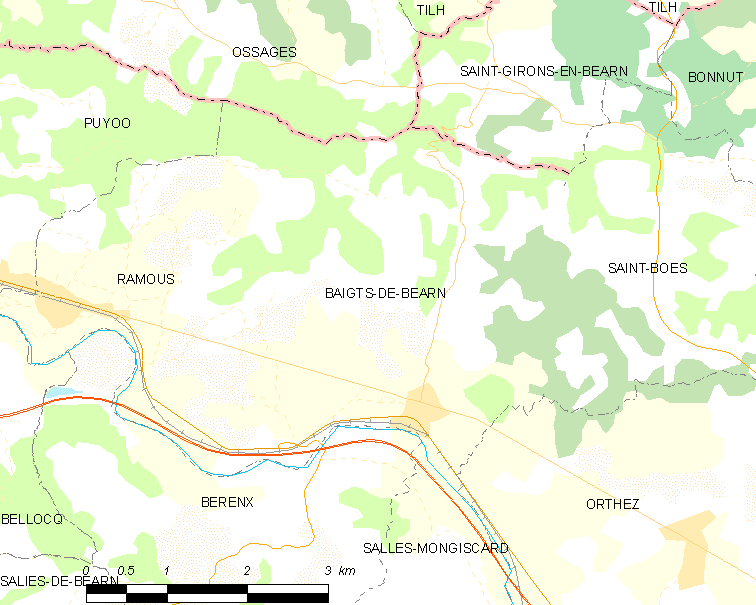
巴奇德贝阿恩的OSM定位图

## 行政
巴奇德贝阿恩的邮政编码为64300，INSEE市镇编码为64087。

## 政治
巴奇德贝阿恩所属的省级选区为奥尔泰兹-激流与盐之地县。

## 交通
大西洋比利牛斯省省道D315线、D415线、D817线和D915线经过境内。

## 人口

1962-2008年间巴奇德贝阿恩人口变化图示

巴奇德贝阿恩于2022年1月1日时的人口数量为867人。